# مسابقات ژیمناستیک هنری زنان اروپا ۲۰۰۸
مسابقات ژیمناستیک هنری اروپا ۲۰۰۸ بیست و هفتمین دوره مسابقات ژیمناستیک هنری زنان اروپا است.
این مسابقات از ۳ تا ۶ آوریل ۲۰۰۸ در کلرمون فران، فرانسه در دو بخش بزرگسالان و جوانان برگزار شده است.

## جدول مدال‌های بزرگسالان
| رتبه | کشور     | طلا | نقره | برنز | مجموع |
| ۱    | رومانی   | ۲   | ۲    | ۱    | ۵     |
| ۲    | روسیه    | ۲   | ۱    | -    | ۳     |
| ۳    | آلمان    | ۱   | -    | -    | ۱     |
| ۴    | ایتالیا  | -   | ۱    | ۱    | ۲     |
| ۵    | بریتانیا | -   | ۱    | -    | ۱     |
| ۶    | اوکراین  | -   | -    | ۲    | ۲     |
| ۷    | فرانسه   | -   | -    | ۱    | ۱     |